# De Beren Gieren
De Beren Gieren is een in 2009 opgericht elektroakoestisch jazz-pianotrio met de in Brussel opgegroeide Nederlandse pianist Fulco Ottervanger, de Gentse bassist Lieven Van Pée en drummer Simon Segers. De band speelt moderne jazz, met veel ruimte voor improvisatie en elementen van klassieke muziek, rock en elektronische muziek.
De band won in 2009 de wedstrijd Jong jazztalent op het Gent Jazz Festival. In 2012 en 2013 was de band artist in residence in het Gentse kunstcentrum Vooruit. In 2012 won De Beren Gieren het internationale jazzconcours te Hoeilaart. Ze speelden onder meer op het North Sea Jazz Festival, Gent Jazz Festival, Ljubljana Jazz Festival en Trondheim Jazzfestival.
De Beren Gieren bracht zeven volledige albums uit. The Detour Fish is de registratie van een optreden in Ljubljana met de Portugese trompettiste Susana Santos Silva. Het album One Mirrors Many bevat elektronische vervormingen van hun akoestische instrumenten. Het jazztijdschrift Jazzism plaatste dit album bovenaan de lijst van meest invloedrijke en actuele albums van 2015. In 2017 gaan de muzikanten verder in deze elektronische lijn, met een nieuw album Dug Out Skyscrapers.

## Discografie
- 2010 EP1 (eigen beheer)
- 2012 Wirklich Welt So (El Negocito)
- 2013 A Ravelling (eigen beheer, Igloo)
- 2014 The Detour Fish (Clean Feed)
- 2015 One Mirrors Many (Clean Feed)
- 2017 Dug out Skyscrapers (Sdban Ultra Records)
- 2019 Broensgebuzze EP (Sdban Ultra Records)
- 2021 Less Is Endless (Sdban Ultra Records)
- 2024 What Eludes Us (Sdban Ultra Records)